# Susana Inés Haristeguy
Susana Inés Haristeguy, también conocido como La Vasca (Tandil, 2 de diciembre de 1952 - La Plata, 27 de enero de 1977) fue una estudiante argentina oriunda de la ciudad de Tandil, pero que había vivido casi toda su vida en Necochea, que fue asesinada en La Plata a comienzo del año 1977.

## Estudios y militancia
Susana Inés Haristeguy Rodríguez nació el 2 de diciembre de 1952 en la ciudad de Tandil (Provincia de Buenos Aires). A los 9 años su familia se mudó a la ciudad costera de Necochea. Allí cursó los estudios secundarios en el Colegio Nacional "José Manuel Estrada". 
Al terminar el secundario se mudó a Tandil a estudiar la carrera universitaria de Psicología en la Universidad Nacional del Centro de la Provincia de Buenos Aires, aunque al año siguiendo se cambió a la ciudad de La Plata para estudiar la misma carrera en la Facultad de Humanidades y Ciencias de la Educación (FaHCE) de la Universidad Nacional de La Plata. Inicialmente vivió con una amiga para luego irse a vivir junto con su hermana Estela. Allí logró cursar los primeros tres años y medio de la carrera hasta que no pudo continuar en julio de 1976. Al mismo tiempo militaba en Juventud Universitaria Peronista de la FaHCE, y quizás también en Montoneros. Hacia mediados de 1976 dejó de vivir con su hermana para convivir con su pareja Rubén Mario Molina, probablemente como medida de protección hacia su hermana, dado que desde ese momento ella la visitaba cada cierto tiempo y no le reveló ni el lugar donde vivía ni con quién.
Durante este tiempo la pareja habría vivido en una casa situada en la calle 35 esquina 11 de la ciudad de La Plata. El hermano de Rubén Mario Molina, el médico Daniel Molina, constató la desaparición de la pareja al ir a visitarlos a dicha casa y encontrarla toda revuelta, sin rastros de ellos.
Según se pudo saber posteriormente, fueron asesinados por arma de fuego el día 27 de enero de 1977 en un fusilamiento fraguado como enfrentamiento con la policía. A los días, Estela, la hermana de Susana Inés, se acercó al departamento y vio el destrozo generado por la balacera policía, y pudo reconocer varios objetos personales que pertenecían a Susana, por lo que dedujo que ella había vivido allí. Luego le comunicó la noticia a sus padres en Necochea, quienes interpusieron varios recursos de Habeas corpus sin que recibieran noticias. Durante años la familia no tuvo noticias sobre el destino de Susana.
Posteriormente, con información obtenida del Archivo de la Dirección de Inteligencia de la Policía de la provincia de Buenos Aires (DIPPBA), se pudo saber que en el operativo en el que fueron asesinados Rubén Molina y Susana Inés Haristeguy habrían participado el  comisario Miguel Etchecolatz, quien habría contado con la ayuda de la Infantería de la Marina y el Comando Radioeléctrico.

## Homenajes
En el año 2021, en el marco del Día Nacional por la Memoria, la Verdad y la Justicia, se plantearon 22 árboles detrás de la Escuela Municipal de Artes para recordar a los detenidos-desaparecidos de la ciudad de Necochea. En este acto, familiares y amigos de las víctimas fueron quienes se encargaron de plantar los árboles, como parte del programa creado por el gobierno nacional denominado “Plantamos memoria”. Uno de los árboles recuerda la memoria de Susana Inés Haristeguy y otro a su compañero Rubén Molina.